# Nationaal Instituut Begeleiding en Advisering Geluidsisolatie
Het Nationaal Instituut Begeleiding en Advisering Geluidsisolatie (Nibag) is een Nederlandse stichting die optreedt als adviesbureau bij geluidsanering in gebouwen. Nibag helpt ook bij vastgoedvraagstukken op het gebied van energie, duurzaamheid, onderhoud en (brand)veiligheid.

## Geschiedenis

### Ontstaan
Nibag is ontstaan vanuit de Stichting Samenwerkende Bouwverenigingen Oldenzaal (SSBO). De SSBO had al een groot aantal woningen voorzien van geluidsisolatie en had dus al enige ervaring met geluidsanering. Omdat vanuit gemeenten steeds vaker de vraag om advies en informatie kwam, werd er besloten een aparte stichting hiervoor op te richten: het Nationaal Instituut Begeleiding en Advisering Geluidsisolatie. Op 9 augustus 1984 werd de oprichtingsakte getekend en de oprichting van NIBAG was een feit.

### Aanpak geluidshinder F-16
De eerste vestiging van Nibag werd in 1984 geopend in Oldenzaal, nabij de toenmalige Vliegbasis Twente van de Koninklijke Luchtmacht. Het adviesbureau zou namelijk maatregelen moeten gaan treffen om de verwachte geluidshinder door de komst van de F-16 aan te pakken. Uiteindelijk zullen ruim 2.000 woningen, en een paar scholen, rondom de vliegbasis maatregelen krijgen om geluidshinder tegen te gaan.

### Uitbreiding naar het zuiden van het land
Wat voor Vliegbasis Twente gold, gold natuurlijk ook voor andere militaire vliegbasissen. In 1985 werd om deze reden per vliegbasis een Stichting Geluidwerende Voorzieningen opgericht. Zo ook voor Vliegbasis Volkel. Nibag zou samen met deze stichting de geluidshinder rondom de vliegbasis aanpakken. Een tweede vestiging wordt daarom geopend in Uden. De allereerste werkzaamheden aldaar bestonden uit het inspecteren, adviseren en saneren van woningen rondom Vliegbasis Volkel. Bijna 20 jaar na dato wordt in 2002 het project officieel afgerond. In totaal worden er 2.050 woningen (plus een paar scholen) in 136 straten aangepakt.